# Neuville (Philippeville)
Pour les articles homonymes, voir Neuville.
Neuville (en wallon Nevile; anciennement Neuville-le-Chaudron) est une section de la ville belge de Philippeville située en Wallonie dans la province de Namur. Commune bornée au nord par Philippeville, à l’est par Samart, au sud par Roly et à l’ouest par Senzeilles; sur la RN5 (Philippeville-Couvin) et RN978 (Somzée-Cerfontaine-Neuville).
C'était une commune à part entière avant la fusion des communes de 1977.

## Évolution démographique
- Source: DGS, 1831 à 1970=recensements population, 1976= habitants au 31 décembre

## Histoire
Neuville a été occupé à l’époque romaine : on y a découvert des tombes et en 1989, une villa au lieu-dit les Machenées.
Dès le XIe siècle, une famille de chevaliers porte le nom de la commune. En 1154, Herbrand de Thyr (Thy-le-Château) donne ses biens à l’abbaye de Florennes. À la fin du XIIIe siècle, un des fiefs de l’endroit appartient aux Chaudrons, de la maison de Chestrevin, d’où son appellation de Neuville-le-Chaudron.
Bientôt le territoire se répartit entre trois seigneuries, la seigneurie des Neuville puis d’Yves, celle de l’abbaye Saint-Jean-Baptiste de Florennes, et vers le milieu du XVIe siècle, celle des Auxbrebis de Saint-Mard, accordée par Jean de Merode pour services rendus. Le 10 mai 1737, un descendant la vend à l’abbaye de Florennes pour 44 000 écus monnaie de Liège et 100 pièces d’argent à trois couronnes, en se réservant le titre de baron du lieu. Il se retire à Wassigny, dans l’Aisne. En 1789, l’abbaye la cède au seigneur de Florennes.
Un tiers de la commune est couvert de forêts. Depuis 1900, l’élevage de bovins s’est fortement développé. L’industrie du sabot, les carrières de marbre rouge et la maroquinerie ont donné du travail aux habitants. Le chemin de fer de l’Entre-Sambre-et-Meuse (devenu la ligne 132 Charleroi-Vireux) avait une halte dans le village.
Le 6 avril 1942 à 2 h du matin, un Hampden de la No. 49 Squadron RAF (en) en mission sur Cologne, attaqué par le lieutenant Wilhelm HERGET, de la base de Saint-Trond (et qui arrivera bientôt à Florennes) s’écrase dans le ballast du chemin de fer à 400 m de la halte de Neuville Sud. L’équipage comprend 4 hommes : deux tués, un prisonnier et un dernier qui parvient à échapper à l’ennemi. (Renseignements de Jean-Louis Roba).
À l’ancienne halte du chemin de fer fut érigé un monument au maquis de Senzeilles dont l’emplacement se trouvait non loin de là.
Il existe au sud de la commune deux parcs résidentiels: La Forêt, composée de 468 parcelles, et les Valisettes, de 202. Ils ont fusionné en 1975 puis repris leur liberté en 1987. Dans le 1er parc, a existé de 1997 à 2006, une ASBL la Bergerie, centre culturel et de rencontres, créé par l’abbé Bernard Sorel (d’après un projet de 1991).

## Patrimoine
- L'église est dédiée à saint Jean-Baptiste et fut bâtie de 1757 à 1760[1], édifice de style classique[2].
- Ferme-château d'Auxbrebis, proche du chevet de l'église ensemble clôturé des XVIe et XVIIe siècles[3].
- Chapelle Saint-Hubert, rue Saint-Hubert. Edifice du XIXe siècle, ancien fief des seigneurs d'Yve[4].